# Dawid Bojman
Dawid Bojman (ur. 3 czerwca 1920 w Radomiu) – podporucznik WP, major UB.
Pochodził z drobnomieszczańskiej rodziny żydowskiej; syn Mendla. Do wybuchu wojny w 1939 skończył rok Gimnazjum im. Tytusa Chałubińskiego w Radomiu i działał w TUR i Czerwonym Harcerstwie TUR. W 1940 skończył liceum radzieckie we Lwowie, a następnie dwa lata Instytutu Pedagogicznego w Ostrogu. 1941–1943 był nauczycielem matematyki w szkole na Uralu. W 1944 wstąpił do WP i skończył Oficerską Szkołę Broni Pancernej w Chełmie, uzyskując stopień podporucznika. Od lutego 1945 walczył na froncie, w kwietniu 1945 ciężko ranny. Od maja 1945 pracował w Wydziale Personalnym WUBP w Gdańsku, w listopadzie 1946 został kierownikiem sekcji. Od grudnia 1947 p.o. naczelnik, a od 1 maja 1950 naczelnik Wydziału Szkolenia WUBP w Gdańsku. W 1948 był aktywistą Wydziału Propagandy Komitetu Wojewódzkiego PZPR w Gdańsku. 1 kwietnia 1954 został inspektorem ds. szkolenia WUBP w Gdańsku. 1 sierpnia 1955 został zastępcą kierownika Katedry Przedmiotów Politycznych Krajowego Ośrodka Szkolenia (KOSz) MBP w Gdańsku, a miesiąc później kierownikiem Katedry Historii KPZR Dwuletniej Szkoły Podwyższania Kwalifikacji KOSz w Gdańsku. 1 października 1956 objął kierownictwo katedry Ekonomii Politycznej Dwuletniej Szkoły Starszych Oficerów Szkoły nr 2 w Gdańsku Komitetu ds. Bezpieczeństwa Publicznego. Zwolniony 31 grudnia 1956. Pod koniec lat 50. wyjechał do Izraela.

## Odznaczenia
- Medal za Zwycięstwo nad Niemcami w Wielkiej Wojnie Ojczyźnianej 1941-1945
- Medal Zwycięstwa i Wolności 1945
- Krzyż Walecznych
- Medal za Odrę, Nysę, Bałtyk
- Odznaka Grunwaldzka
- Medal 10-lecia Polski Ludowej
- Odznaka „10 Lat w służbie narodu”